# Paul Mokeski
Paul Keen Mokeski (Spokane, Washington, 3 de enero de 1957) es un exjugador y exentrenador de baloncesto estadounidense que jugó doce temporadas en la NBA y una más en la CBA. Con 2,13 metros de estatura, lo hacía en la posición de pívot.

## Trayectoria deportiva

### Universidad
Jugó durante cuatro temporadas con los Jayhawks de la Universidad de Kansas, en las que promedió 10,6 puntos y 7,6 rebotes por partido. En sus dos últimas temporadas fue incluido en el mejor quinteto de la Big Eight Conference.

### Profesional
Fue elegido en la cuadragésimo segunda posición del Draft de la NBA de 1979 por Houston Rockets, donde prácticamente no existió para su entrenador Del Harris, quien lo puso en pista únicamente en 12 partidos, en los que promedió 2,4 puntos y 2,4 rebotes.
Antes del comienzo de la temporada 1980-81 fue traspasado a Detroit Pistons a cambio de una futura segunda ronda del draft, y allí todo cambió. Actuando como suplente de Kent Benson, jugó más de 22 minutos por partido, promediando en su primer año en el equipo 7,1 puntos y 5,2 rebotes. Al año siguiente llegó a ser incluso titular en tres partidos, pero en el mes de febrero fue traspasado junto con Phil Hubbard y dos futuras rondas del draft a Cleveland Cavaliers a cambio de Bill Laimbeer y Kenny Carr.
En los Cavs acabó la temporada como suplente de James Edwards, y acabó siendo despedido en diciembre de 1982. Cuatro días después acabó firmando un contrato por diez días con Milwaukee Bucks, que acabó convirtiéndose en una relación de 7 años. En todo ese tiempo se convirtió en el pívot suplente del equipo, dando minutos de respiro primero a Alton Lister y años más tarde a Jack Sikma. Su mejor temporada en el equipo fue la 84-85, en la que promedió 6,2 puntos, 5,2 rebotes y 1,3 asistencias por partido.
En 1989, tras convertirse en agente libre sin restricciones, ficha de nuevo por los Cavaliers, cuyo entrenador, Lenny Wilkens, necesitaba ayuda debajo del aro tras la lesión del titular Brad Daugherty. Jugó 38 partidos, en los que promedió 4,0 puntos y 2,6 rebotes. Al término de la temporada dejan de contar con sus servicios, permaneciendo varios meses en el dique seco hasta que Golden State Warriors le ofrece en enero un contrato por diez días, que finalmente vería ampliado hasta final de temporada.
Tras no ser renovado, probó fortuna al año siguiente con San Antonio Spurs, pero tras ser despedido antes del comienzo de la temporada, se marcha a jugar a los Quad City Thunder de la CBA, donde una lesión le obliga a retirarse, permaneciendo en el equipo como entrenador asistente.

### Entrenador
Tras su paso como jugador-entrenador por los Thunders, en 1994 asume por primera vez el puesto de entrenador principal con los Hartford Hellcats de la misma competición. Al año siguiente se hace cargo de los Connecticut Skyhawks de la USBL.
En 2000 se hace cargo de los Kansas City Knights de la ABA, pero tras ser detenido cuando iba conduciendo bebido y con posesión de cocaína en Wisconsin, es despedido. Tras un breve paso por la Stony Brook University, firma como asistente en la Universidad del Sur de California a las órdenes de Henry Bibby, donde permanecería una temporada. En 2001 se integra en el organigrama de los Dallas Mavericks, donde desempeña labores de entrenador asistente de defensa, de ojeador y de seguimiento del desarrollo de jugadores, siendo incluso el entrenador principal del equipo durante la liga de verano de 2005, pasando en 2006 a ser asistente en los Fort Worth Flyers.
En 2007 firma como asistente de los Charlotte Bobcats, puesto que ocupa durante dos temporadas.  En 2009 se marcha como asistente de Sam Vincent a los Anaheim Arsenal de la NBA D-League, y ya en 2009, tras un breve paso como asistente de la selección de Jamaica, ficha por los Rio Grande Valley Vipers,
En septiembre de 2011 es contratado como entrenador principal de los Reno Bighorns. El 10 de marzo de 2013 es destituido como entrenador de los Bighorns tras tener en sus dos temporadas un balance de 34 victorias y 54 derrotas.

## Estadísticas de su carrera en la NBA

### Temporada regular
| Año     | Equipo       | PJ  | PT | MPP  | %TC  | %3P  | %TL  | RPP | APP | ROB | TPP | PPP |
| ------- | ------------ | --- | -- | ---- | ---- | ---- | ---- | --- | --- | --- | --- | --- |
| 1979–80 | Houston      | 12  | -  | 9.4  | .333 | .000 | .778 | 2.4 | .2  | .1  | .5  | 2.4 |
| 1980–81 | Detroit      | 80  | -  | 22.7 | .489 | .000 | .600 | 5.2 | 1.7 | .5  | .9  | 7.1 |
| 1981–82 | Detroit      | 39  | 3  | 13.4 | .441 | .000 | .758 | 3.1 | .6  | .3  | .6  | 3.2 |
| 1981–82 | Cleveland    | 28  | 1  | 12.3 | .427 | .000 | .767 | 3.1 | .4  | .7  | .6  | 3.3 |
| 1982–83 | Cleveland    | 23  | 18 | 23.4 | .455 | .000 | .615 | 6.0 | 1.1 | .5  | 1.0 | 5.5 |
| 1982–83 | Milwaukee    | 50  | 1  | 11.8 | .460 | .000 | .810 | 2.4 | .5  | .2  | .4  | 3.2 |
| 1983–84 | Milwaukee    | 68  | 4  | 12.3 | .479 | .333 | .694 | 2.4 | .6  | .2  | .4  | 3.8 |
| 1984–85 | Milwaukee    | 79  | 6  | 20.1 | .478 | .000 | .698 | 5.2 | 1.3 | .4  | .4  | 6.2 |
| 1985–86 | Milwaukee    | 45  | 0  | 11.6 | .424 | .000 | .735 | 3.1 | .7  | .1  | .1  | 3.2 |
| 1986–87 | Milwaukee    | 62  | 3  | 10.1 | .403 | .000 | .719 | 2.2 | .4  | .3  | .2  | 2.4 |
| 1987–88 | Milwaukee    | 60  | 0  | 14.1 | .476 | .000 | .708 | 3.7 | .4  | .5  | .5  | 4.2 |
| 1988–89 | Milwaukee    | 74  | 0  | 9.3  | .360 | .269 | .784 | 2.5 | .5  | .4  | .3  | 2.2 |
| 1989–90 | Cleveland    | 38  | 1  | 11.8 | .420 | .000 | .694 | 2.6 | .4  | .2  | .3  | 4.0 |
| 1990–91 | Golden State | 36  | 1  | 7.1  | .356 | .333 | .800 | 1.9 | .3  | .2  | .1  | 1.6 |
| Total   | Total        | 694 | 38 | 14.0 | .451 | .216 | .694 | 3.4 | .7  | .3  | .4  | 4.0 |

### Playoffs
| Año   | Equipo       | PJ | PT | MPP  | %TC   | %3P   | %TL   | RPP | APP | ROB | TPP | PPP |
| ----- | ------------ | -- | -- | ---- | ----- | ----- | ----- | --- | --- | --- | --- | --- |
| 1983  | Milwaukee    | 4  | -  | 3.0  | .500  | .000  | .000  | .5  | .3  | .3  | .0  | 1.0 |
| 1984  | Milwaukee    | 16 | -  | 20.1 | .540  | .000  | .667  | 5.5 | .4  | .6  | .7  | 6.1 |
| 1985  | Milwaukee    | 8  | 0  | 19.3 | .444  | .000  | 1.000 | 4.3 | 1.5 | .3  | .5  | 5.5 |
| 1986  | Milwaukee    | 14 | 0  | 7.2  | .519  | .000  | .667  | 1.7 | .6  | .4  | .2  | 2.4 |
| 1987  | Milwaukee    | 12 | 0  | 8.9  | .364  | .000  | .800  | 2.4 | .2  | .3  | .2  | 2.3 |
| 1988  | Milwaukee    | 4  | 0  | 10.0 | .357  | .000  | .667  | 2.3 | .0  | .8  | .5  | 3.5 |
| 1989  | Milwaukee    | 5  | 0  | 12.2 | .571  | 1.000 | .750  | 3.4 | .6  | .0  | .0  | 4.6 |
| 1990  | Cleveland    | 3  | 0  | 3.3  | .500  | .000  | 1.000 | .7  | .0  | .3  | .3  | 1.3 |
| 1991  | Golden State | 3  | 0  | 2.7  | 1.000 | .000  | .000  | .7  | .3  | .3  | .0  | .7  |
| Total | Total        | 69 | 0  | 11.8 | .486  | .250  | .742  | 3.0 | .5  | .4  | .3  | 3.6 |